# Xã Elkhorn, Quận Brown, Illinois
Xã Elkhorn (tiếng Anh: Elkhorn Township) là một xã thuộc quận Brown, tiểu bang Illinois, Hoa Kỳ. Năm 2010, dân số của xã này là 346 người.